# Rieschweiler-Mühlbach
Rieschweiler-Mühlbach település Németországban, Rajna-vidék-Pfalz tartományban. Lakosainak száma 2069 fő (2023. december 31.).

## Népesség
A település népességének változása:
| Lakosok száma | 2141 | 2056 | 2068 | 2068 | 2084 | 2069 |
|               | 1975 | 2017 | 2019 | 2021 | 2022 | 2023 |